# Giacomo Antonelli
Pour les articles homonymes, voir Antonelli.
Giacomo Antonelli (né le 2 avril 1806 à Sonnino, dans l'actuelle province de Latina, dans le Latium, mort à Rome le 6 novembre 1876) est un cardinal italien qui est secrétaire d'État de Pie IX.

## Biographie

### Les origines
Giacomo Antonelli est né dans une famille aisée de Sonnino, petit bourg à la frontière des États pontificaux et du royaume des Deux-Siciles. Quand le village est détruit par la gendarmerie pontificale, parce que c'est un repaire de bandits, il se rend à Rome où il entre au séminaire. Antonelli se signale immédiatement par ses qualités.
Antonelli est à peine ordonné diacre (il ne sera jamais prêtre) que Grégoire XVI le veut comme collaborateur. Il devient assesseur auprès du juge pénal suprême puis délégué à Orvieto, Viterbe et Macerata. En 1841, il est nommé sous-secrétaire aux affaires internes et en 1844 second trésorier des finances puis, l'année suivante, grand trésorier (l'équivalent de ministre des finances). Grâce à une habile opération financière, il réussit à faire en sorte que les États pontificaux reprennent possession des biens appartenant à l'« apanage Leuchtenberg » (jusqu'en 1814 « apanage Beauharnais »).

### Profil

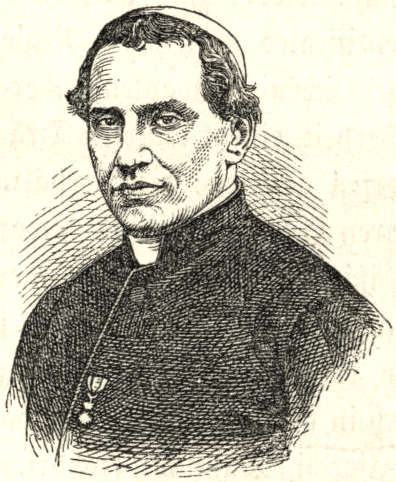
Cardinal Giacomo Antonelli, 1873

Il est décrit comme étant « un homme robuste, de grande taille, à l'allure cavalière, sans hésitation dans les mouvements, et portant haut la tête sur des épaules athlétiques. Ses cheveux sont noirs, coupés en brosse ; son front élevé a pour base d'épais sourcils ne formant qu'une seule et même ligne sombre, sous laqulle s'abritent des yeux fauves largement ouverts, d'où s'échappe un regard net, froid, presque douloureux, mais qui peut devenir, suivant l'humeur, d'une affabilité magnétique. Un nez aquilin, aux narines charnues, - pourtant très-mobiles, une bouche osseuse, vulgaire au repos, presque laide dans le sourire ; – l'œil corrige la bouche ; une mâchoire proéminente et étroite, un menton méplats d'un assez beau dessin, composent un visage dont l'expression générale révèle plutôt le dédain que la fierté, le mépris que la colère, mais surtout une fermeté irréductible ».
« Antonelli parle avec difficulté la langue française, mais il semble plus gêné par l'accent que par la forme, tant sa phrase est claire, absolue : décisive. Toutes ses réponses peuvent se résumer en celle-ci ; « La chose est-elle possible? elle sera faite ; si elle ne l'est pas, pourquoi me le demandez-vous ? »

### Antonelli et les événements de 1848
Quand Pie IX monte sur le siège de Pierre, Antonelli participe activement aux tentatives de réforme libérale du nouveau pape sur lequel il exerce une grande influence.
Pie IX crée Antonelli cardinal du titre de Sant'Agata dei Goti lors du consistoire du 12 juin 1847. Antonelli entre dans le premier conseil des ministres dont la formation constitue une ouverture de Pie IX aux réformes. Lorsqu'en mars 1848, un gouvernement mixte composé de membres du clergé et de laïcs est créé, Antonelli en assure la présidence.
Le 14 mars 1848 pendant que le pape proclame la Constitution, Antonelli flatte l’opinion publique envoyant 10 000 hommes aux frontières septentrionales des États pontificaux afin de s'unir aux troupes piémontaises qui cherchent à chasser les Autrichiens du royaume de Lombardie-Vénétie.
Après la capitulation des troupes romaines le 16 juin 1848 à Vicence, le pape sous la pression d'Antonelli, assure que les troupes n'ont pas été envoyées pour combattre les Autrichiens. À partir de ce moment, Antonelli poursuit le rapprochement avec l'Autriche. Le mécontentement de la population pour cet abjuration à la cause nationale met son gouvernement en péril et Pie IX appelle à son poste le prince Pellegrino Rossi.
Antonelli conduit de manière occulte la politique pontificale. C'est Antonelli qui, après l'assaut du peuple contre le palais du Quirinal le 25 novembre 1848, pousse le pape à se réfugier à Gaète où Antonelli sera nommé cardinal secrétaire d'État (en fait prosecrétaire à titre probatoire en décembre 1848 puis secrétaire d'État de plein exercice en 1852).
En tant que préfet des Sacrés palais apostoliques, il organise en novembre 1848 la fuite du pape à Gaète, et devait présider la conférence de Gaète de mars 1849 à mars 1850, chargée d'organisation le retour du pape en ses États.

### La ligne conservatrice après 1848
Après la restauration du pouvoir pontifical, le 15 juillet 1849, grâce à l'intervention française, Antonelli rentre à Rome avec le pape et il occupe le poste de conseiller d'État. Il réorganise l'administration, poursuit ses adversaires politiques et introduit un régime policier. Il repousse les conseils de modération des puissances européennes. Il ne fait aucune concession aux désirs d'unification des Italiens et proteste contre les annexions des territoires des États pontificaux au royaume d'Italie entre 1861 et 1870. Par une série de notes écrites, il soutient la ligne ecclésiastique de Pie IX qui est devenu, sur le plan religieux et théologique, aussi conservateur qu'en politique. Durant cette période il utilise les services d'un agent secret corse Jacques François Griscelli. 
À partir de 1858, il est l'interlocuteur privilégié de tous les intervenants italiens et étrangers, souvent prestigieux, qui tentent de convaincre Pie IX de rendre l'enfant juif Edgardo Mortera, enlevé sur ordre papal, à ses parents — pupille du pape et qui deviendra « missionnaire pontifical ». Habile diplomatie, ses promesses à sir Montefiore ne sont pas tenues.

### Autres
Beaucoup pensent qu'Antonelli, personnage frivole, à la « vie impure » et religieusement indifférent, aurait pu composer avec la situation et l'évolution des temps, mais il aurait refusé de laisser le pouvoir par volonté du pape, influencé par les pressions et les manœuvres des jésuites.
Il offre aux membres de sa famille des plus hautes fonctions de l'État : son frère Philippe est directeur de la Banque; Louis, conservateur de Rome; Ange, ministre plénipotentiaire, son cousin Dandini est inspecteur des finances. 
Quand Antonelli meurt, le 6 novembre 1876, à la cité du Vatican, il laisse un patrimoine important dont la succession s'ouvre par un procès qui oppose une présumée fille d'Antonelli (la comtesse Lambertini) et la famille d'Antonelli.